# La Petite Bande
La Petite Bande is een Belgisch barokorkest.

## Geschiedenis
Het orkest werd in 1972 opgericht door Sigiswald Kuijken en Gustav Leonhardt. Als kenner op het gebied van authentieke uitvoering van oude muziek kreeg Kuijken de vraag van het Duitse Harmonia Mundi, om Le Bourgeois Gentilhomme van Jean-Baptiste Lully op te nemen onder leiding van Gustav Leonhardt. De naam werd ontleend aan het orkest van Lully zelf aan het hof van Lodewijk de XIV. Onder meer door authentieke instrumenten te gebruiken en de oude speelwijze in ere te herstellen, streeft het orkest ernaar de oude muziek, zowel qua interpretatie als qua klankbeeld, zo getrouw mogelijk te laten herleven.
Vanaf de jaren tachtig van de 20e eeuw maakte het orkest opnamen van vroege werken van Rameau, Campra, Corelli, Muffat en Lully, maar ook van stukken uit het oeuvre van bekendere componisten: J.S. Bach, Joseph Haydn en Wolfgang Amadeus Mozart.
In 2000 startte La Petite Bande de J.S. Bach Cantate-serie bij Accent Records. Deze productie kadert in de reeks van Cantaten doorheen het kerkelijk jaar, waarbij een vocaalkwartet centraal staat. De opvatting "one to a part", een zanger per muziekpartij, is het uithangbord van Kuijken voor deze nieuwe opnamen.

## Schoudercello

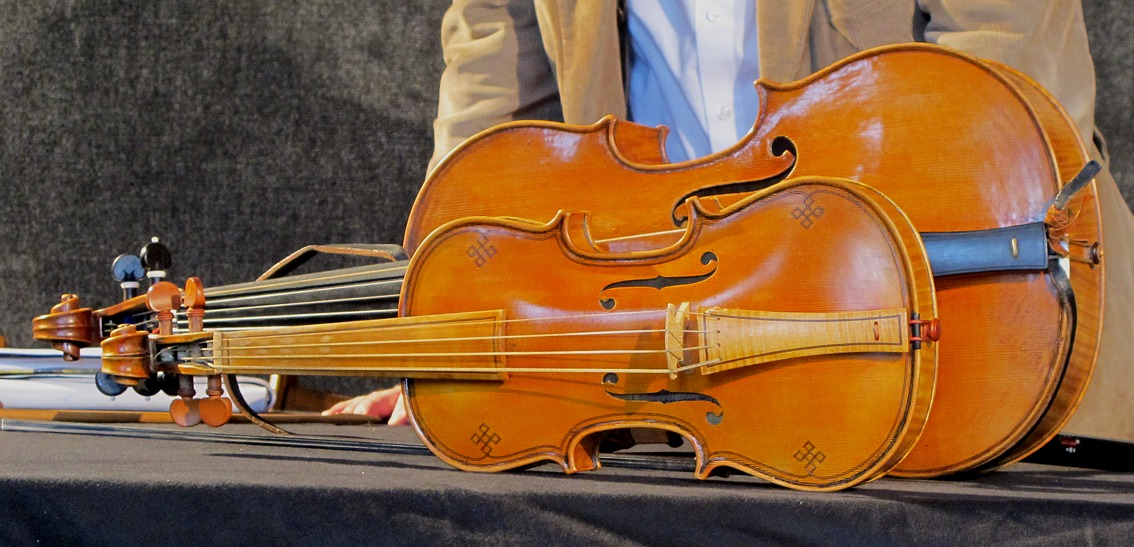
Violoncello da spalla vergeleken met een barokviool

In 2004 introduceerde Sigiswald Kuijken de "violoncello da spalla" (schoudercello) aan het publiek. Op basis van enkele overgeleverde instrumenten en na grondig onderzoek (onder meer rond de snaren) bouwde de Belgisch-Russische instrumentenbouwer Dmitry Badiarov een eerste prototype, dat in de loop van de jaren nog verfijnd werd. Dit instrument werd voornamelijk gebruikt in Noord-Italië en Zuid-Duitsland aan het einde van de 17e en het begin van de 18e eeuw, vaak in het kader van kamermuziek. J.S. Bach heeft, naar Kuijken vermoedt, zijn beroemde cellosuites voor dit instrument geschreven. Hij heeft ze dan ook op de plaat gezet, gespeeld op dit instrument. La Petite Bande nam ook de Vier Jaargetijden van Vivaldi op met een schoudercello in het orkest. In Kuijkens optiek komt het stuk zo veel beter tot zijn recht.

## Recente ontwikkelingen
Op 2 februari 2009 werd Kuijken met de Cultuurprijs (Prijs van de Vlaamse Gemeenschap voor Algemene Culturele Verdienste) bekroond. De volgende dag liet een adviescommissie weten dat ze adviseerde La Petite Bande haar jaarlijkse subsidie te ontnemen. Na een internetpetitie besloot de toenmalige minister van Cultuur Bert Anciaux het negatieve advies van de commissie te negeren en de subsidie voort te zetten. In 2012 besliste de Vlaamse minister van Cultuur Joke Schauvliege de subsidiekraan toch dicht te draaien.
Tijdens een persconferentie in september 2011 meldde Kuijken dat hij enkele keren per jaar het roer over wil geven aan jonger talent. Het eerste project onder leiding van organist Benjamin Alard heeft in april 2013 plaatsgevonden.
Het ensemble verzorgde door de jaren heen talloze concerten in Europa, Australië, Zuid-Amerika, China en Japan. Met La Petite Bande realiseerde Sigiswald Kuijken ook een groot aantal opnamen bij onder meer Deutsche Harmonia Mundi, Seon, Virgin, Accent, Challenge Records, Denon en Hyperion.

## Discografie
- 2020 - J.S. Bach - Kantaten; BWV 72, 156 en 92
- 2012 - Buxtehude - Membra Jesu nostri BuxWV75
- 2012 - J.S. Bach - Johannes Passion
- 2011 - Vivaldi - Flute concertos
- 2011 - J.S. Bach - Cantatas Vol.14 BWV 91-57-151-122
- 2011 - J.S. Bach - Cantatas vol.13 BWV 249–6
- 2010 - J.S. Bach - Matthäuspassion BWV 243
- 2010 - J.S. Bach - Cantatas vol.12 BWV 138-27-47-99
- 2010 - J.S. Bach - Cantatas vol.11 BWV 67–8-12
- 2010 - J.S. Bach - Brandenburg Concertos BWV 1047 - 1051
- 2009 - J.S. Bach - h-Moll Messe BWV 232
- 2009 - J.S. Bach - Cantatas vol.9 BWV 61-36-62-132
- 2009 - J.S. Bach - Cantatas vol.8 BWV 13-73-81-144
- 2009 - J.S. Bach - Cantatas vol.10 BWV 108-86-11-4
- 2008 - C. Monteverdi - Vespro della Beata Vergine SV 206
- 2008 - J.S. Bach - Cantatas Vol.7 BWV 20-2-10
- 2007 - Vivaldi - Le Quattro Stagioni - Concerto RV403
- 2007 - W.A. Mozart - Cassations KV63 - KV99 & Divertimento KV205
- 2007 - J.S. Bach - Cantatas Vol.5 BWV 179-35-164-17
- 2007 - J.S. Bach - Cantatas Vol.4 BWV 16-153-65-154
- 2006 - J.S. Bach - Cantatas Vol.3 BWV 82-178-102
- 2006 - J.S. Bach - Cantatas Vol.2 BWV 177-93-135
- 2005 - W.A. Mozart - Die Zauberflöte
- 2005 - J.S. Bach - Cantatas Vol.1 BWV 98-180-56-55
- 2004 - J.S. Bach - Motets BWV 225 - 229
- 2004 - J.G. Graun - Der Tod Jesu
- 2003 - C.P.E. Bach - Die Auferstehung und Himmelfahrt Jesu - Hyperion
- 2002 - J.S. Bach - Cantatas BWV 9-94-187 - DHM
- 2002 - W.A. Mozart - Arias & Duets - DHM
- 2001 - J.S. Bach - B minor mass BWV 232 - Urtext
- 2000 - H. Schütz - Weihnachtshistorie - DHM
- 1999 - W.A. Mozart - Le Nozze di Figaro
- 1999 - J. Haydn - Cello Concertos D major & C major - DHM
- 1998 - W.A. Mozart - Violin Concerts K207-211 Concertone K190 - Denon
- 1997 - W.A. Mozart - Violin Concerts K218-219 - Denon
- 1997 - J. Lully - Concert de Danse - Charpentier, Rebel
- 1997 - G.B. Pergolesi - La Serva Padrona/Livieta e Tracollo
- 1996 - J. Haydn - Symphonies 102,103,104 - DHM
- 1996 - W.A. Mozart - Sinfonia Concertante K364 Violin Concerto K216 - Denon
- 1996 - W.A. Mozart - Don Giovanni (Live recording)
- 1995 - J. Haydn - Symphonies 99,100,101 - BMG/Deutsche Harmonia Mundi
- 1995 - J. Haydn - Harmoniemesse/Te Deum - BMG/Deutsche Harmonia Mundi
- 1994 - J. Haydn - Symphonies 96,97,98 - BMG/Deutsche Harmonia Mundi
- 1994 - J.S. Bach - Kantaten 49,58,82
- 1993 - J. Haydn - Symphonies 93,94,95 - BMG/Deutsche Harmonia Mundi
- 1993 - J.S. Bach - Motetten BWV 225-230
- 1993 - W.A. Mozart - Cosi fan tutte (live recording)
- 1993 - J.S. Bach - Brandenburg Concerts I-VI - BMG/Deutsche Harmonia Mundi
- 1992 - J. Haydn - Symphonies 88,89,92 - Virgin Classics
- 1990 - J.S. Bach - Matthäuspassion - BMG/Deutsche Harmonia Mundi
- 1990 - J. Haydn - Die Jahreszeiten - Virgin Classics
- 1989 - J. Haydn - Symphonies 90, 91 - Virgin Classics
- 1989 - J. Haydn - Symphonies 25,52,53 - Virgin Classics
- 1989 - J.S. Bach - Magnificat - Virgin Classics
- 1988 - J. Haydn - - L`Infedelta Delusa - WDR/Deutsche Harmonia Mundi
- 1988 - J.S. Bach - Johannespassion BWV 245 - WDR/Deutsche Harmonia Mundi
- 1988 - W.A. Mozart - Concertarias - Virgin Classics
- 1987 - W.A. Mozart - Requiem (Live recording)
- 1987 - W.A. Mozart - Flute Concertos - WDR/Deutsche Harmonia Mundi
- 1987 - C.P.E. Bach - Die Letzten Leiden des Erlösers - WDR/Deutsche Harmonia Mundi
- 1986 - J.S. Bach - Hohe Messe - WDR/Deutsche Harmonia Mundi
- 1986 - W.A. Mozart - Davidde Penitente K 469 / Ave Verum Corpus K 618 - WDR/Deutsche Harmonia Mundi
- 1985 - G.F. Händel - Alessandro - WDR/Deutsche Harmonia Mundi
- 1984 - J.-P. Rameau - Zoroastre - WDR/Deutsche Harmonia Mundi
- 1984 - C.W. Gluck - Orfeo et Euridice
- 1983 - J. Haydn - Die Schöpfung
- 1982 - J.S. Bach - Violinkonzerte BWV 1041-1043 - WDR/Deutsche Harmonia Mundi
- 1982 - J.S. Bach - Orchestral Suites (Overtures) BWV 1066-1069 - WDR/Deutsche Harmonia Mundi
- 1981 - J.-P. Rameau - Pygmalion - WDR/Deutsche Harmonia Mundi
- 1981 - A.E.M. Grétry - Le Jugement de Midas (extracts) - WDR/Ricercar
- 1980 - A. Vivaldi - Quattro Stagioni - RCA/Seon
- 1980 - G.F. Händel - Partenope - WDR/Deutsche Harmonia Mundi
- 1979 - J.-P. Rameau - Suite uit Hippolyte et Aricie - Deutsche Harmonia Mundi
- 1978 - J.-P. Rameau - Zaïs - WDR/Stil
- 1978 - A. Corelli - Concerti Grossi op. 6, nrs. 6-12 - Deutsche Harmonia Mundi
- 1977 - A. Corelli - Concerti Grossi op. 6, nrs. 1-4 - Deutsche Harmonia Mundi
- 1975 - G. Muffat - Suites en Concerti Grossi - Deutsche Harmonia Mundi
- 1974 - A. Campra - L'Europe Galante (extracts) - Deutsche Harmonia Mundi
- 1973 - J. Lully - Le Bourgeois Gentilhomme - Deutsche Harmonia Mundi